# The Sweet Hello, the Sad Goodbye
A The Sweet Hello, The Sad Goodbye című dal a svéd Roxette promóciós céllal megjelent kislemeze, mely az eredeti albumon nem hallható, csupán a 2009-es újbóli kiadásként szerepel mint bónusz dal. A dalt 1991-ben CD kislemezen promóciós céllal megjelentették, illetve szintén felkerült a novemberben megjelent Spending My Time című kislemez B. oldalára is.
A dal hallható a duó 2015-ös The RoxBox! (A Collection Of Roxette's Greatest Songs) című válogatás lemezén is.
2012-ben készült egy remix a svéd Bassflow által, melyet limitált kék színű 10"-inches vinyl lemezen is megjelentettek, valamint CD-n, és digitálisan letölthető is volt. A remix nem ért el slágerlistás helyezést, viszont az eredeti igen: a Svensktoppen svéd slágerlistán a 10. helyet szerezte meg, míg a TopHit orosz slágerlistán a 166. lett.

## Megjelenések
- CD Single  Svédország (PRO 4136)

1. "The Sweet Hello, The Sad Goodbye" (Album Version) – 4:49

- 10"  Svédország (5099997361978)

1. "The Sweet Hello, The Sad Goodbye" (Bassflow Remake Main Version) – 4:51
2. "The Sweet Hello, The Sad Goodbye" (Bassflow Remake Radio Version) – 3:48
3. "The Sweet Hello, The Sad Goodbye" (Original Version) – 4:49
4. "The Sweet Hello, The Sad Goodbye" (Tits + Ass Demo Version) – 4:46

## Feldolgozások
- A dalt Per Gessle írta, azonban először Thomas Anders "Whispers" című szólóalbumára került fel a dal.[6]
- A dalt Laura Branigan is megjelentette 1993-as "Over My Heart" című stúdióalbumán.